# Jan Smotrycki

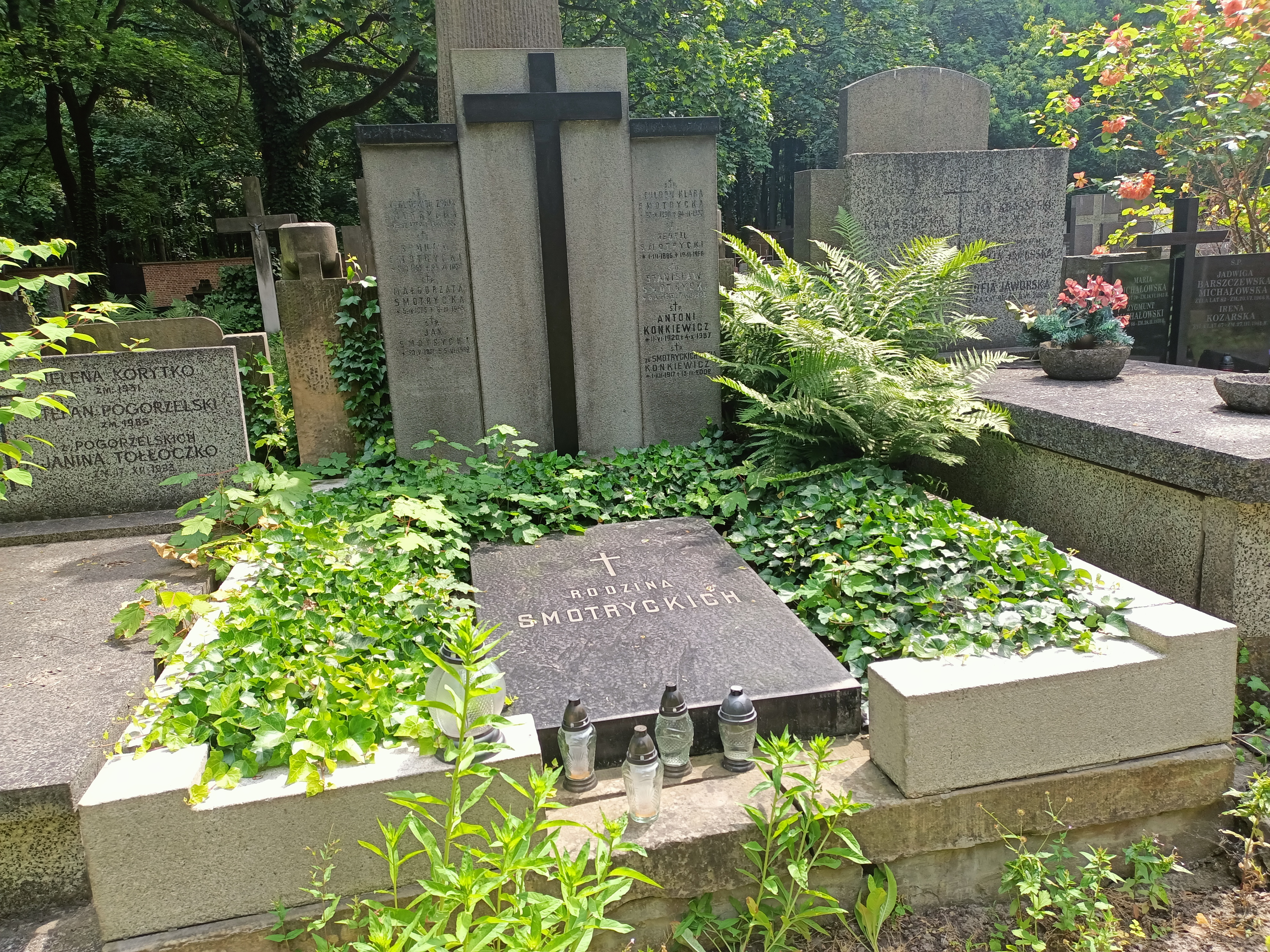
Grób Jana Smotryckiego na cmentarzu Powązkowskim

Jan Smotrycki (ur. 20 maja 1881 w Aleksandrowie Kujawskim, zm. 5 czerwca 1952 w Cieszynie) – polski dziennikarz i poeta, w latach 1945–1950 prezydent Cieszyna.

## Życiorys
Urodził się w rodzinie Romualda (1855–1935), nauczyciela i sędziego, oraz Zofii z Karlińskich (1859–1934). Ukończył gimnazjum klasyczne w Warszawie, przez trzy semestry studiował filozofię na Uniwersytecie Jagiellońskim.
W latach 1902–1915 był członkiem Kasy Literackiej w Warszawie. W 1904 otrzymał I nagrodę w konkursie dramatycznym we Lwowie. Do 1917 współpracował z Gońcem Porannym i Wieczornym.
W dwudziestoleciu międzywojennym publikował wiersze, m.in. pod kryptonimem Jotes. W 1931ukazał się jego tomik pt. Marginesy. Pracował jako dziennikarz m.in. w Gdańsku (sekretarz redakcji Gazety Gdańskiej) i Katowicach (sekretarz redakcji pisma Polonia). 
W czasie II wojny światowej przebywał w Warszawie (1940–1941), później w Iwaniskach.
W 1945 został prezydentem Cieszyna. Gdy krótko po zakończeniu wojny przyglądał się kolumnie niemieckich jeńców prowadzonych przez radzieckich żołnierzy, został przez jednego z tych ostatnich wciągniętych do kolumny. Karol Prax, prawnik i zastępca Polskiej Milicji Obywatelskiej w Cieszynie, interweniował u radzieckiego dowódcy Krasnikowa. W efekcie Smotrycki odzyskał wolność, ale stało się to dopiero w podcieszyńskiej wsi Krasna.
Przez pewien czas był prezesem Towarzystwa Sportowego Piast. Pod koniec życia pracował m.in. w miejskim muzeum i bibliotece powiatowej.
Został pochowany na cmentarzu Powązkowskim w Warszawie (kwatera 348-6-8,9).

## Ordery i odznaczenia
- Złoty Krzyż Zasługi (trzykrotnie: po raz pierwszy 18 stycznia 1946[2], po raz trzeci 31 lipca 1946[3])